# Andreas Wilms (Geistlicher)
Andreas Wilms (* 1494 in Lübeck; † 1557 ebenda) war ein deutscher Kirchenrechtler und Reformator.

## Herkunft
Andreas Wilms war der Sohn des Krämers Gert Wilms († 1517) und dessen Ehefrau Anneke († 1546). Die Familie war bereits seit mehreren Generationen, vermutlich seit über hundert Jahren, in Lübeck ansässig und besaß das Bürgerrecht. Gert Wilms war im Jahr von Andreas’ Geburt Mitglied der Lübecker Krämerkompanie geworden und besaß innerhalb der Stadt Immobilien.

## Studienjahre
1510 erhielt Wilms die Niederen Weihen, konnte ein Stipendium der Dwergschen Stiftung in Anspruch nehmen und studierte unentgeltlich an der Lateinschule des Dwergschen Kollegs in Herford. Zu seinen Lehrern in dieser Zeit zählte vermutlich der angesehene Theologe und Humanist Jacob Montanus.
Nach Ende des vierjährigen Grundstudiums in Herford konnte Wilms nicht, wie es die Statuten der Dwergschen Stiftung eigentlich vorsahen, seine Studien in Köln fortsetzen, da die dort für Lübecker Studenten vorgesehenen Studienplätze bereits belegt waren. Daher ließ er sich am 16. Mai 1514 vorerst an der Universität Rostock immatrikulieren und erlangte dort den akademischen Grad eines Magisters artium.
Nach fast drei Jahren Wartezeit erhielt Wilms schließlich einen Studienplatz in Köln, wo er am 17. Januar 1517 als Student der Rechtswissenschaft immatrikuliert wurde. Bereits am 10. November desselben Jahres erlangte er den Grad eines Baccalaureus utriusque juris. Im weiteren Verlauf seines Jurastudiums spezialisierte er sich auf geistliches Recht und promovierte Anfang 1521 zum licenciatus decretalium.
Unmittelbar nach der Promotion kehrte Wilms nach Lübeck zurück, da die durch das Dwergsche Stipendium abgedeckten vier Studienjahre in Köln bereits deutlich überschritten waren.

## Priester in Lübeck
Vom Frühjahr 1521 an war Wilms Priester in Lübeck und ständiger Vikar zu St. Petri. Am 24. Juli 1524 durfte er erstmals eine Predigt im Dom halten und erhielt dort am 10. Oktober jenes Jahres die bedeutende Stelle des Sonntagspredigers. Die Berufung wurde rechtskräftig, nachdem Wilms am 4. November im Beisein des Domkapitels den obligatorischen Eid auf das Evangelium abgelegt hatte.
Zunächst deutete nichts in Wilms’ Verhalten darauf hin, dass er mit den neuen Lehren Martin Luthers, die der Lübecker Rat als unruhestiftend missbilligte und einzudämmen versuchte, sympathisierte oder sie auch nur zur Kenntnis genommen hätte. Im Juni 1525 jedoch bezog er, entgegen ausdrücklicher Weisungen, die Gedanken reformatorischer Theologen wie Erasmus von Rotterdam und Philipp Melanchthon in seine Predigten mit ein. Seine Äußerungen trugen ihm eine Verwarnung seines Dekans ein; er erhielt die Auflage, sich künftig streng an die geltenden Vorschriften zu halten und bei seinen Predigten nicht mehr frei zu sprechen, sondern ausschließlich vorbereitete Texte abzulesen. Wilms sagte zu, sich fortan an die Reglungen zu halten.
Im April 1526 wurde Wilms von Bürgern, die der lutherischen Lehre anhingen, der ausdrückliche Vorwurf der Lüge gemacht; er habe in seinen Predigten das Fegefeuer als Tatsache dargestellt, obwohl sich die Existenz des Fegefeuers nicht durch das Evangelium belegen lasse.
Am 31. August 1526 erhielt Wilms zusätzlich zu seiner Position als Domprediger die Stelle des Plebans zu St. Aegidien, die direkt vom Domherrn vergeben wurde. Dies deutet darauf hin, dass Wilms zu dieser Zeit noch das Vertrauen der Kirche genoss und nicht durch unerwünschtes Verhalten auffällig geworden war; er trat seine neue Stelle am 29. September an. Somit hatte er ein Vikariat, eine Predigerstelle und eine Pfarrstelle inne.

## Wirken als Reformator in Lübeck
1528
Am 26. April 1528 reiste Wilms unangekündigt nach Wittenberg ab, obwohl er durch seinen Eid verpflichtet war, nicht ohne Erlaubnis seiner Vorgesetzten die Stadt zu verlassen. Nachdem drei Tage später bekannt wurde, dass Wilms zudem vorhatte, in Wittenberg Martin Luther und Andreas Bodenstein aufzusuchen, trafen seine Dienstherren Vorbereitungen, ihn aus seinen Ämtern zu entlassen.
Anfang Mai traf Wilms in Wittenberg ein und traf sich dort mit den Reformatoren Luther, Melanchthon, Jonas und Bugenhagen. Über die Unterredungen lieferte er dem Domkapitel später einen Bericht ab, in dem er jedoch wenig über die tatsächlichen Inhalte aussagt und seine eigene Meinung nicht preisgibt.
Am 15. Mai kehrte Wilms nach Lübeck zurück und wurde bereits am folgenden Tag zum Verhör vor einen Ausschuss des Domkapitels geladen, um festzustellen, ob er lutherischen Lehren anhing. Die Befragung ergab jedoch keine Hinweise hierauf, und Wilms konnte trotz der ungenehmigten Reise seine Ämter weiterführen.
1529
Dennoch erregte er in der Folgezeit das Misstrauen des Domkapitels und des Rates, da er in seine Predigten immer häufiger lutherische Elemente einbrachte und schließlich offen den Papst angriff. Am 30. Dezember schließlich entzog ihm Bischof Bockholt die Stellung des Dompredigers. Daraufhin gab Wilms als Ausdruck seines Protests am 1. Januar 1529 auch seine Stelle als Pleban zu St. Aegidien auf. Die Absetzung des beliebten Predigers wurde vom lutherisch eingestellten Teil der Bevölkerung mit starkem Missfallen zur Kenntnis genommen und trug erheblich zur Verschärfung der religiös-politischen Gegensätze innerhalb Lübecks bei.
Wilms verließ die Stadt und ging nach Rostock, wo er nunmehr offen lutherische Predigten hielt, während in Lübeck Lutheraner seine Rehabilitierung und Rückberufung verlangten. Der Lübecker Singekrieg der folgenden Monate stellte auch eine Protestäußerung dar, mit der die Bürger ihren Unwillen bekundeten und die Rückkehr von Wilms und Walhoff forderten. Der Rat und die Kirche, deren Position zunehmend unsicher wurde, da immer mehr Bürger und auch Geistliche sich zum Luthertum bekannten, gaben dem Druck schließlich am 18. Dezember nach und riefen Wilms nach Lübeck zurück, mit der Auflage, bei seinen Predigten alles zu vermeiden, was Uneinigkeit und Aufruhr verursachen könnte. Aus Anlass der Rückberufung sandte Luther beiden einen eigens verfassten Hirtenbrief, in dem er sie in ihrer Arbeit bestärkte.
1530
Am 7. Januar 1530 wurde Andreas Wilms und dem vorübergehend der Stadt verwiesenen und nun gleichfalls zurückberufenen Prediger Johann Walhoff im Lübecker Rathaus in Anwesenheit eines Bürgerausschusses und aller vier Bürgermeister ihre Berufung verlesen. Zugleich wurden ihnen die detaillierten Auflagen verkündet, unter denen sie fortan lutherisch predigen sollten. Besonders wurde ihnen untersagt, an den Riten der Messe Änderungen vorzunehmen, so lange der über die Zulässigkeit solcher Neuerungen beratende Reichstag zu keiner Entscheidung gekommen war. Insbesondere durch auf Deutsch gehaltene Messen befürchteten Rat und Klerus der Stadt weitere Unruhen. Diese Beschränkungen entsprachen nicht den Wünschen der lutherischen Gemeinden. Dennoch hatte Wilms nun die Freiheit, in seiner neuen Position als Prediger zu St. Petri weitgehend offen die lutherische Lehre zu verkünden. Seine und Walhoffs Predigten verschafften dem Luthertum in Lübeck erheblichen Auftrieb.
Wilms nutzte gemeinsam mit Walhoff die veränderte Situation, um weitere Geistliche auf die Seite des Luthertums zu ziehen. Von der Kirche neu eingesetzte Kleriker, die sich weigerten, auf evangelische Art zu predigen, nötigte er zur Aufgabe ihrer Tätigkeit oder zum Verlassen der Stadt, indem er ihnen androhte, sie ansonsten scharf in seinen Predigten anzuprangern. Auch ignorierte Wilms die auferlegten Einschränkungen; am 1. Mai etwa hielt er zusammen mit Walhoff die Messe im Dom vollständig in deutscher Sprache ab.
Wilms’ Aktivitäten trugen dazu bei, dass der Rat im Verlaufe des Jahres seine anfangs noch deutlich ablehnende Haltung gegenüber der lutherischen Lehre stückweise aufgab und während der Verhandlungen mit der durch den am 7. April 1530 gewählten Ausschuss der 64 vertretenen mehrheitlich evangelischen Bürgerschaft schließlich eine völlige Kehrtwende vollzog, als seine bisherige Position unhaltbar wurde. Am 30. Juni 1530 wurde die Reformation durch Ratsbeschluss offiziell in Lübeck eingeführt.

## Weiteres Leben

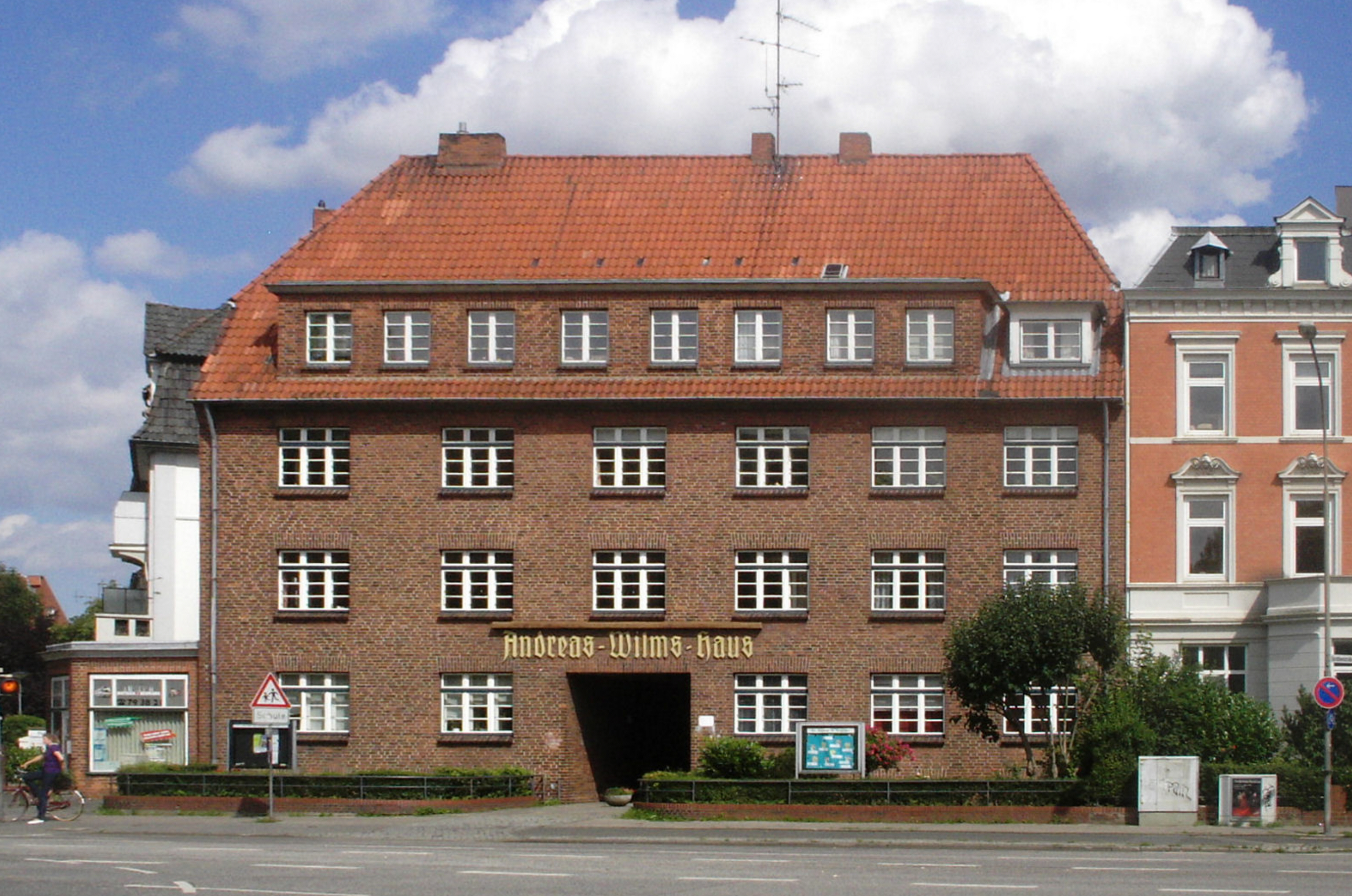
Das Andreas-Wilms-Haus in Lübeck

Wilms blieb in Lübeck als lutherischer Geistlicher tätig. Von 1530 bis 1536 war er Prediger zu St. Petri. Dann, bis zu seinem Tode 1557, hatte er die Position des Dompredigers inne.
Das Andreas-Wilms-Haus, ein Veranstaltungszentrum des Evangelisch-Lutherischen Kirchenkreises Lübeck wurde nach ihm benannt.